# مدرسة بوش البهائية

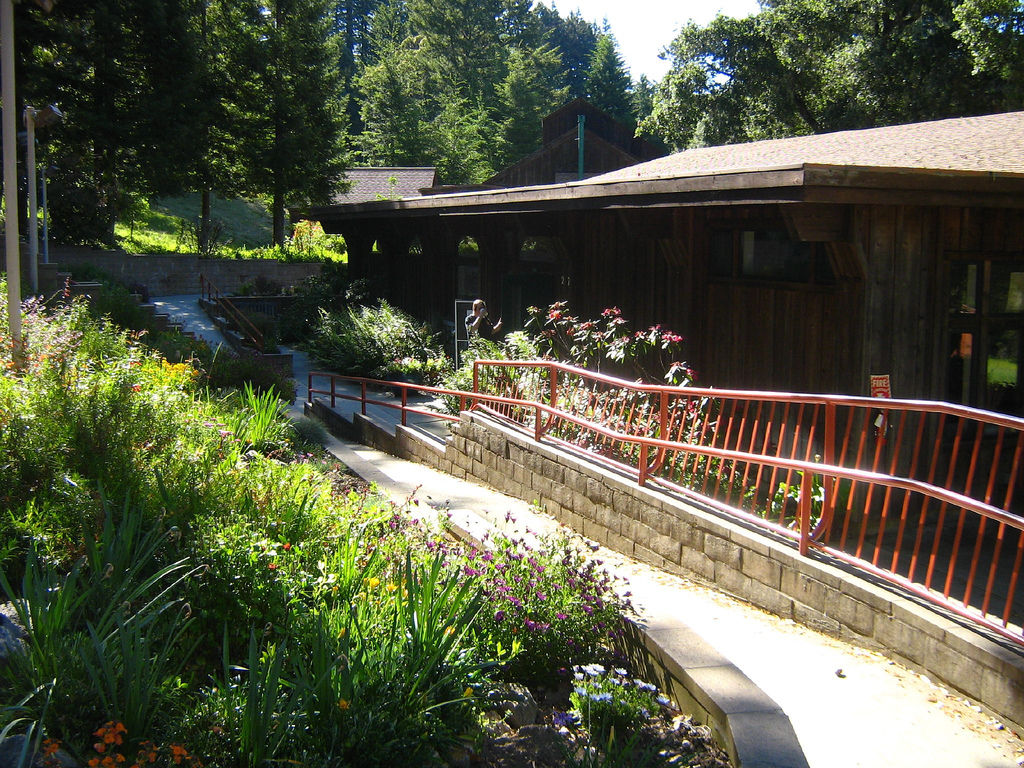
قاعة مارثا روت في مدرسة بوش البهائية، سانتا كروز، كاليفورنيا

مدرسة بوش البهائية هي واحدة من العديد من المدارس الدائمة التي تديرها الجمعية الروحية الوطنية للبهائيين في الولايات المتحدة (وتشمل المدارس الأخرى لوهيلين وجرين إيكر). تقع بالقرب من سانتا كروز، كاليفورنيا، ولديها برامج على مدار العام للبالغين والأطفال.
مدرسة بوش هي الخليفة المباشر لمدرسة جيسرفيل القديمة التي تأسست في عام 1925 واستمرت حتى عام 1973. تم التبرع بممتلكات جيسرفيل من قبل لويز وجون بوش، البهائيين الأمريكيين الأوائل، وكانت المدرسة أول مدرسة بهائية في الغرب.

## تاريخ

### مدرسة جيسرفيل
ظلت المدرسة تعمل لمدة 50 عامًا تقريبًا في جيسرفيل، كاليفورنيا، باعتبارها واحدة من المدارس البهائية الرسمية الثلاث للدين في أمريكا.
تأسست المدرسة على يد عائلة بوش، الذين هاجروا إلى أمريكا من سويسرا وكانوا من أوائل المتحولين في أمريكا إلى الديانة البهائية.  هاجر جون ديفيد بوش (1855-1946) في عام 1879، وأصبح مجنسًا في عام 1887، واشترى أرضًا مساحتها 45 أكر (180,000 م2) القسم من مصنع نبيذ في 26 أكتوبر 1901 كمقر إقامته في جيسيرفيل، كاليفورنيا ليس بعيدًا عن مزرعة دراي كريك رانشريا التابعة لفرقة بومو إنديانز وشمال هيلدسبورج. بدأ بوش في إنتاج عصير العنب الخالي من الكحول، وانضم إلى الدين في عام 1905، وتمكن من مقابلة عبد البهاء عدة مرات.
أصبحت لويز صوفي ستابفر (1870-1952) بهائية والتقت بعبد البهاء في رحلة حج إلى عكا عام 1909. تزوجت من جون في 19 يناير 1914. ظهرت فكرة إنشاء المدرسة في رسالة إلى عبد البهاء عام 1919، وأصبحت خطة محددة في عام 1925 خلال حفل عيد ميلاد أقيم في عيد أسماء ("الأسماء") بمناسبة عيد ميلاد جون السبعين. وفي عام 1926، اجتمع حوالي 100 بهائي لدعم فكر المدرسة. تم تشكيل لجنة تضم بوش وليروي إيواس وجورج لاتيمر وتبرع بوش بمزرعته لاستخدامها.

#### مواضيع الدروس والجلسات
طلب شوقي أفندي، رئيس الدين آنذاك، أن تكون المدرسة "... ميدان اختبار لتطبيق تلك المُثُل والمعايير التي تُمثل السمات المميزة لوحي حضرة بهاء الله." بدأ الموسم الرسمي الأول في عام 1927 ببرامج حضرها أربعون شخصًا، وهو عدد يفوق العدد المتوقع البالغ اثني عشر شخصًا، من سانتا روزا، وكلوفر ديل، وبورتلاند، وفانكوفر.

##### وحدة الإنسانية
كانت اللجنة واعية بشكل خاص لقضية وحدة البشرية بسبب الاتصالات مع لويس جي جريجوري ومحاضرة سادي مابري الأخيرة في المؤتمر البهائي الوطني حول مشكلة العرق في أمريكا. تمت دعوة جريجوري وكان من المقرر أن يقدم عرضًا في عام 1932، على الرغم من أن خططه تغيرت بحلول ذلك الصيف وتم تدريس جميع فصوله الدراسية بواسطة آخرين. يظهر الأمريكيون من أصل أفريقي في الصور الفوتوغرافية من عام 1938،  ومن عام 1939، وخلال معظم الأربعينيات، وبعضهم في الخمسينيات وكان أحد موضوعات المدرسة هو التنوع العرقي باعتباره قيمة إيجابية بما في ذلك حضور الأمريكيين من أصل أفريقي روزا وجون شو ومحادثتهما في عام 1944 والتي نُشرت في مجلة محامي الشعب. حضرت الأمريكية الأفريقية جين ستابلتون آنذاك من مدينة سيوكس فولز، في عام 1946 أيضًا. ظل موضوع العرق موضوعًا متكررًا في الستينيات.

##### القيادات النسائية
وكانت هناك أحاديث عن قيادات نسائية مثل الطاهرة في الدين وخارجه.

##### الحكم البهائي، التعاليم، والتاريخ
أقيم عيد الوحدة في حوالي يوم افتتاح الدورة التي تقترب من الرابع من يوليو، على الرغم من أن التاريخ المحدد يختلف من عام لآخر. أقيمت دورات حول الإدارة البهائية، والتعاليم الاجتماعية والروحية الأساسية، والتاريخ البهائي، والحج البهائي، كما قدمت تقديرًا بهائيًا للتقاليد الدينية الأخرى مثل الإسلام، والتقاليد الأمريكية الأصلية وما إلى ذلك، والتحدث أمام الجمهور، ودروسًا للأطفال والشباب، والأنشطة الترفيهية والفعاليات الاجتماعية.

#### نقاط التحول
في عام 1936 تم نقل الملكية إلى الجمعية الروحية الوطنية الأمريكية.  حضر ذلك العام 250 مشاركًا من الهند والدنمرك وبيرو والعديد من مقاطعات كندا والولايات الغربية الأمريكية،  وفي نهايته تم الإعلان عن بناء مسكن جديد في مؤتمر دعت إليه الجمعية الروحية الوطنية في الموقع، والذي تم بناؤه في عام 1937 كهدية من أميليا كولينز وزوجها توماس.
أغلقت المدرسة، إلى جانب مرافقها الشقيقة مدرسة لوهيلين البهائية ومدرسة جرين إيكر البهائية، أبوابها في الفترة من 1949 إلى 1950 لضمان تركيز الأموال على استكمال بناء دار العبادة البهائية في ويلميت لتكريسها في عام 1952.
توفي بوش نفسه في عام 1946، وزوجته في عام 1952.
كان العام الأخير من الفصول الدراسية التي عقدت في جيسرفيل هو الدورة الشتوية لعامي 1972-1973. في عام 1973، وضعت ولاية كاليفورنيا اللمسات الأخيرة على خطط توسيع طريق ريدوود السريع الخلاب (HW101) بما في ذلك الاستيلاء على الممتلكات من خلال صلاحياتها في مجال نزع الملكية. يعود تاريخ مناقشات الخطط إلى عام 1959 على الأقل، وكانت التوصيات الأولية تضعها شرق العقار، وكانت المناقشات اللاحقة تفضل تفويت العقار إلى الغرب. مثّل دوايت دبليو ألين البهائيين في أحد الاجتماعات. حتى وقت متأخر من عام 1966 كان البهائيون يستثمرون في البناء الجديد وقاموا بتعيين مدير عقاري في الموقع في عام 1967. في النهاية لم يكونوا بحاجة إلى موقع المدرسة الفعلي، لذا تم بيعه بالمزاد العلني في 26 يونيو 1973، بواسطة إدارة الطرق السريعة بولاية كاليفورنيا. كان هناك ستة مزايدين لحوالي 7.8 أكر (32,000 م2) من الأراضي على طول الطريق السريع 101، وكان العرض الفائز الأولي يهدف إلى تطوير مسار تدريب خارجي. كانت المدرسة تُدار آخر مرة من قبل لجنة والمدير المقيم، والدو تي بويد، في حين بلغ عدد أفراد المجتمع البهائي المحلي في شمال مقاطعة سونوما مع جمعيته الروحية حوالي 30 شخصًا بالغًا. وقد عينت الجمعية الوطنية لجنة مكونة من فيروز كاظم زاده، وجون كينتون ألين، وجون كوك لتحديد موقع جديد للمدرسة.
أقيم موسم صيف عام 1973 في معسكر مونتي تويون في أبتوس، كاليفورنيا. انعقدت آخر جلسة في جيسرفيل في أبريل 1974 كجلسة وداع. تم استخدام موقع جيسيرفيل أيضًا في عام 1980 عندما رحب المالك الجديد للأرض، لوريون فيني، بالبهائيين في محمية واحة إيزيس التي تشغل عشرة أفدنة من موقع مدرسة بوش الأصلية. وقد أقيمت هناك عدة اجتماعات لاحقة للبهائيين. لا يزال منزل جون بوش (الذي أصبح فيما بعد المكتبة)، والمبيت، وحديقة النجوم ذات التسع نقاط، والشجرة العظيمة، ومنزل السيدة بوش التقاعدي، موجودًا في مكانه.

#### مقدمون بارزون
- ظهرت البطلة الأولمبية ماريون هولي عدة مرات بدءًا من عام 1932 وحتى الأربعينيات من القرن العشرين.[42][19]
- جاء الفنان مارك توبي في وقت مبكر من عام 1940.[19]
- وقد تحدثت البهائيتان البارزتان آغنيس ألكسندر[43] وأميليا كولينز [44] إلى الحضور عدة مرات في الأربعينيات والخمسينيات من القرن العشرين.
- في عام 1945 تحدث المدعي العام لولاية كاليفورنيا روبرت دبليو كيني في الجلسة العامة للمدرسة[45]
- كانت هناك عروض قدمها المؤرخ فيروز كاظم زاده وتحدث إلى الحاضرين عدة مرات في الأربعينيات وفي عام 1957.[46]
- ظهرت هيلين إلسي أوستن، وهي أمريكية من أصل أفريقي كانت تشغل منصب المدعي العام لولاية أوهايو، في عام 1947 لتقديم عرضين تقديميين.[47]
- ألقى الممثل أوز وايتهايد كلمة في المدرسة عام 1951.[48]
- جاءت الكاتبة والبهائية البارزة فلورنس مايبيري[49] والمدير الموسيقي السابق لشركة ديزني تشارلز وولكوت[50] في عام 1956 وعادت مايبيري في عام 1957،[51] برفقة ذكر الله خادم، أحد أنصار القضية.[52]
- خرج رئيس الشرطة المتقاعد روبرت ب. باورز في عام 1958.[53]
- ألقى ريتشارد سانت باربي بيكر محاضرة في المدرسة عام 1960.[54]
- زار ديزي غيليسبي في عام 1969.[55]

## مدرسة بوش
تم افتتاح "مدرسة بوش البهائية" الجديدة في عام 1974، وتم تسميتها على اسم جون ولويز بوش. كان الموقع عبارة عن معسكر للفروسية وكان مساحته آنذاك 68 أكر (280,000 م2) في المجموع، ومعظمها غابة من الخشب الأحمر. وقد تم تصوير وقائع حفل الافتتاح الذي حضره حوالي 400 شخص وتم عرض الفيلم في عام 1975.
يقع العقار في منطقة بوني دون في سانتا كروز، كاليفورنيا. في حفل افتتاح المدرسة الجديدة، أطلقوا اسمًا على بستان من أشجار الخشب الأحمر تخليدًا لذكرى يد قضية الله، ليروي إيواس، وهو ما تم في الأصل في المدرسة القديمة. وكان من بين الحاضرين في حفل الافتتاح ويليام سيرز، بالإضافة إلى عضو بيت العدل الأعظم، أموز جيبسون.
في عام 1978، جاء تشارلز وولكوت، الذي كان آنذاك عضوًا في رأس الدين، بيت العدل الأعظم، وزوجته إلى بوش لإلقاء عرض تقديمي.  في عام 1980، تم التخطيط للأرض للسماح بركن المركبات الترفيهية وتم بناء كابينة للفنون والحرف اليدوية بميزانية تبلغ حوالي 40 ألف دولار.  تم البدء في بناء مبنى مكتبي آخر بميزانية بناء قدرها 306 ألف دولار في عام 1983.

### البرامج والعروض التقديمية
في عام 1987، ألقى مارتن نولتون، المؤسس المشارك لـ نزل كبار السن (الذي أصبح فيما بعد عالم الطريق)، محاضرة حول البرنامج في Bosch، وهو البرنامج الذي بدأ تقديمه من خلال المدرسة.
كما أقامت خمس مجتمعات مجاورة احتفالات رضوان وندوات حول الحكم والمبادئ البهائية في عام 1980 أيضًا، وبيتًا مفتوحًا في عام 1983. أشار البرنامج في عام 1986 إلى العمل في العلاقات الإنسانية والموسيقى وعلم النفس والوحدة العرقية، تليها أعمال حول قضايا المرأة. وفي عام 1988 استضافت مؤتمرا دوليا للسلام. وعلى مدار السنة المالية 1989-1990، شارك نحو 1900 بهائي ونحو 375 غير بهائي في البرامج والدورات التي استمرت خمسة أيام والدورات الشتوية والأكاديميات والفصول الدراسية، بالإضافة إلى الإيجارات لخمس منظمات أخرى. عُقدت دورات صيفية في عام 1994 تضمنت موضوعات "مصير أمريكا من خلال التحول الروحي" و"القضية الأكثر حيوية وتحديًا".
قام معهد ويلميت بتنسيق الدورات في بوش في عام 1997، وساعد في تنسيق اجتماع قيادة المدارس البهائية في بوش ولوهيلين وجرين أكر في يناير 1998.
في عام 2001، كانت مدينة بوش من بين الأماكن المعلن عنها لفرص الخدمة للشباب البهائي.
في أكتوبر 2010، سافر منتج الفيديو والموسيقى روبرت جيليس إلى كاليفورنيا من بوسطن لحضور اجتماع "عطلة نهاية الأسبوع لصناعة الموسيقى" ثم قدم ورش عمل وكان جزءًا من لوحات حول إنتاج الفيديو في عصر الإنترنت وإنتاج الموسيقى في شركة بوش.
استضاف بوش ندوة عرفان من عام 1998 حتى عام 2019 - وتم تأجيل الأحداث في عامي 2020 و2021.

### مرافق
يضم حرم مدرسة بوش البهائية الآن 85 أكر (340,000 م2) بما في ذلك الكبائن، وقاعة الطعام، وغرفة المؤتمرات والصلاة، وحمامات السباحة، وملعب للأطفال، ومقهى مكتبة، وأرض غابات مع مسارات. يتم استخدام العقار بشكل أساسي للبرامج البهائية ولكن يتم تأجيره بشكل متكرر لمجموعات غير ربحية وتعليمية و/أو موجهة نحو الخدمة، ويمكنه استيعاب 80 ضيفًا في 30 كابينة/غرفة وما يصل إلى 175 مشاركًا. عندما تم افتتاحه لأول مرة كان بإمكانه استضافة حوالي 60 ضيفًا. يتم عقد دورات على مدار العام حول الدين ومؤتمرات وندوات إضافية في الصيف والشتاء مع توفير الغرفة والطعام مقابل رسوم بينما يتم إدارتها في الغالب من قبل المتطوعين.

### الحوادث في بوش
حدثت أزمة رهائن لعدة ساعات في 17 أغسطس 1977، والتي تم تسويتها سلميًا عندما اختطف موظف سابق في المدرسة حافلة نقل عام وأجبرها على القيادة إلى المدرسة حيث كان يجتمع حوالي 70 شخصًا بالغًا و30 طفلاً. وقد وجد مجنونًا وتم إيداعه في مستشفى حكومي.
كان الحرم المدرسي في مسار حريق مجمع CZU Lightning Complex الذي بدأ في 16 أغسطس 2020. فقدت المدرسة العديد من الكبائن، لكن المباني الرئيسية بما في ذلك مبنى الإدارة والمكتبة والنزل وقاعة مارثا روت لم تتعرض لأضرار كبيرة نتيجة للحريق.

## روابط خارجية
- الموقع الرسمي.